# Paradolichurus morelensis
Paradolichurus morelensis là một loài côn trùng cánh màng trong họ Ampulicidae, thuộc chi Paradolichurus. Loài này được F. Williams miêu tả khoa học đầu tiên năm 1962.